# Травма від перегляду ЗМІ
За останні п'ятдесят років відбулося збільшення кількості різних типів ЗМІ, доступних для громадськості. Більшість людей користуються цифровими пошуковими системами, соціальними мережами чи іншими цифровими додатками, щоб дізнатися, що відбувається у світі. Це збільшення доступу до інформації та кількості різних способів її може змусити людей легко сприймати негативні образи та історії про травматичні події, які відбуваються з іншими, про які вони інакше б не знали. Також розглядається те, як поширення цієї інформації може вплинути на психічне здоров'я осіб, які співчувають жертвами насильства, яке вони чують і бачать зі ЗМІ. Перегляд цих травматичних відео та історій може призвести до вторинної травматизації глядачів.

## Непряма травма
Непряма травма (вторинна травма) розвивається після того, як людина дізнається або чує про те, що хтось інший пережив травматичну подію. Інформація, яку вони чують, може мати негативний психологічний вплив на людину, навіть якщо вона сама не зазнала травми. Дослідження вторинної травми зосереджено на тому, як спеціалісти з психічного здоров'я, медичні працівники та особи, що надають першу допомогу, реагують на травму, про яку вони чують у своїй щоденній роботі. Хоч сама особа особисто не пережила травматичний досвід, вона має симптоми, як у людини з діагнозом посттравматичний стресовий розлад. Деякі з цих симптомів включають гіпернастороженість, труднощі зі сном, зміни в поглядах на світ і себе, а також нав'язливі образи травми.

### Засоби масової інформації
Оскільки дослідження вторинної травми розширилися, дослідники та журналісти почали аналізувати, як вона може впливати на широку громадськість. Одним зі способів розповсюдження інформації про травматичні події є засоби масової інформації, які включають випуски новин і програми соціальних мереж. «Нью-Йорк таймс» прокоментувала, що попри те, що травматичні події відбувалися з давніх-давен, але саме новини, а віднедавна й соціальні медіа, дозволяють людям у всьому світі дізнатись про важливі події. Різниця між основними новинними організаціями та соціальними медіа полягає в тому, що більшість новинних організацій обговорюють, як перегляд травматичних або насильницьких подій впливає на їх персонал і споживачів. Деякі медіаорганізації також наголошують на тому, щоб позначати контент, який може вважатися таким, який може турбувати або дратувати його глядачів, щоб зменшити кількість впливу насильницького та травматичного контенту, який публікується в інтернеті. Хоча головні ЗМІ часто регулюють те, що вони публікують, вони все одно показують наслідки травматичних подій на своїх вебсайтах та у своїх газетах. Приклади включають фотографії веж-близнюків після 11 вересня, вибуху в Бостоні, відео Родні Кінга та кадри бунтів у Лос-Анджелесі.

### Соціальні мережі
Хоч великі медіакомпанії й були основним джерелом інформації про важливі події, люди також почали самі звертатися до соціальних мереж, щоб бути в курсі подій. Оскільки інформація розміщується індивідами, яким дозволяється публікувати невідредаговані кадри, які можуть містити графічні та травматичні матеріали, на своїх платформах соціальних мереж. Існує також ризик того, що тривожний контент з'явиться на чиїйсь сторінці у вигляді реклама під час перегляду матеріалів, які не стосувалися цієї травматичної події, чого важко уникнути через непідвладну користувачам механіку реклами та підбору контенту, оскільки смартфони постійно оновлюють новини про важливі події, які відбуваються в суспільстві.

## Наслідки

### Вплив (соціальних) медіа, мереж
У зв'язку зі збільшенням кількості онлайн-соціальних взаємодій дослідники вдаються у питання впливу непрямих онлайн-контактів на емоції та думки онлайн-користувачів. У той час як минулі дослідження показали, що емоції можуть поширюватися між людьми під час прямого соціального контакту через такі поняття, як мімікрія, дослідники не впевнені, чи може те саме відбуватися через непрямий контакт у соціальних мережах. Coviello та инші (2014) виявили, що дописи людей у соціальних мережах впливають на емоції та поведінку інших людей, які були їхніми друзями або просто незнайомими які підписалися на їхні облікові записи в інтернеті. Вони також виявили, що люди схильні використовувати мову, схожу на мову автора оригінальної публікації/допису/твітта, що змушує їх далі поширювати такий же емоційно забарвлений стан у повсякденному житті, на своє оточення. Це дослідження розширило знання про те, що на емоції людей впливала лише невербальна комунікація, як-от міміка та мова тіла людей навколо, а тепер на них також впливає лише текстове повідомлення або спілкування.

### Вплив ЗМІ та травмування
Як обговорювалося в розділі вище, емоційне зараження може статися через різні форми непрямого контакту із ЗМІ. За останнє десятиліття дослідники знайшли дані, які підтверджують ідею про те, що деякі люди зазнають травми під час перегляду чи читання медіа, в яких наявні травматичні події. Цікаво, що були дослідження, в яких ставилося під сумнів, чи засоби масової інформації ведуть до більшого впливу на розвиток деяких симптомів вторинної травми та чи певний тип засобів масової інформації має більший вплив, ніж инші. Голман та инші (2013) виявили, що люди, які займались переглядом, протягом шести та більше годин, висвітлення актуальних новин у ЗМІ протягом тижня після вибухів у Бостоні — мали вищий рівень стресу, ніж люди, які безпосередньо зазнали впливу вибухів. Ґудвін та инші (2013) виявили, що учасники їхніх досліджень показали більшу реакцію на стрес, коли вони отримували інформацію про травму з соціальних мереж, порівняно з тими, хто використовував більш традиційні форми медіа.
Дослідники також показали, що соціальні медіа є основним фактором ризику для того, щоб у людини з'явилися симптоми травми або навіть діагностували посттравматичний стресовий розлад. Частота отримання травматичної або травмуючої/тривожної інформації через засоби масової інформації впливає на розвиток тривоги та ПТСР, або пов'язаних з ними або схожих симптомів. Хоча початкова реакція на перегляд медіа може спричинити гострі симптоми стресу, зазвичай вони з часом зменшуються. Саме повторний вплив травмуючої/тривожної інформації або зображень може призвести до розвитку довготривалих симптомів.